# Bernard Teyssèdre
Pour les articles homonymes, voir Teyssèdre.
Bernard Teyssèdre est un philosophe et écrivain français né le 30 mars 1930 à Decazeville (Aveyron) et mort le 29 décembre 2021 au Rayol-Canadel (Var). Son activité s'est déroulée dans plusieurs domaines qui vont de la création littéraire à la théorie esthétique et à l'histoire de l’art. Il a cofondé à l’Université Paris 1 l'UER d'arts plastiques et sciences de l'art, puis l'École doctorale en Arts, esthétique et sciences de l'art. Il a publié de nombreux ouvrages dont les plus récents analysent la relation entre l'imaginaire, la contre-culture et leur contexte historique à propos de deux œuvres scandaleuses, L'Origine du monde de Gustave Courbet et les poèmes de Rimbaud dans l'Album zutique.

## Biographie
Bernard Teyssèdre naît le 30 mars 1930 à Decazeville (Aveyron). Il fait ses études secondaires à Toulouse puis entre en khâgne au lycée Louis-le-Grand de Paris. En 1949, il est reçu au concours d'entrée à l'École normale supérieure de Paris.

### Les années de formation
Bernard Teyssèdre s'est trouvé mêlé à l'intense agitation intellectuelle et politique qui animait l'ENS pendant les années 1949-1952. C'est là que s'échangeaient ou s'affrontaient les idées à l'intérieur d'un groupuscule d'apprentis-philosophes ou apprentis-littéraires qui s'appelaient Maurice Pinguet, Paul Veyne, Henri Dussort, Pierre Bourdieu, Jean-Claude Passeron, Louis Marin, Christian Metz, Gérard Genette, etc. non loin de la figure ironique, qu'on devinait secrètement tourmentée, de leur aîné Michel Foucault. Les communistes (Emmanuel Leroy-Ladurie) côtoyaient les catholiques (Gérard Granel), les sceptiques (Dominique Fernandez) et les sages (Michel Serres). Le marxisme, l'existentialisme et le surréalisme faisaient bon ménage avec la pataphysique. Pendant son année de maîtrise B.T. a parcouru l'Italie en vespa pour étudier sur place, en dessinant quantité de croquis d'après le motif, l'art du Haut Moyen Âge italien. Il est revenu rue d'Ulm pour préparer l'agrégation de philosophie. Après l'avoir obtenue (juillet 1953) il est resté à l'ENS pendant une année supplémentaire, sur proposition de Louis Althusser qui l'avait chargé d'un séminaire sur l'esthétique de Hegel. De 1954 à 1958 il a été professeur en classe de philosophie au lycée, au lycée de Talence, à côté de Bordeaux, puis au lycée Jeanson-de-Sailly de Paris. Une période entrecoupée par dix-huit mois de service militaire. Il a gardé de cette époque un goût très vif pour l'enseignement et le besoin d'exprimer ses idées au contact des élèves. Le temps qu'il ne consacrait pas à préparer ses cours, il le partageait entre sa famille (trois enfants), ses amis (Maurice Pinguet, Dominique Fernandez) et la musique. Il écrivait, c'était son jardin secret, de la poésie.

### Premières publications
En 1958 Teyssèdre a publié aux PUF un petit livre sur L'Esthétique de Hegel. La même année il a été détaché au CNRS. Étienne Souriau, qui avait dirigé son mémoire de maîtrise, lui a proposé dès l'année suivante un poste de « chef de travaux » à la Sorbonne, chargé de préparer à l'épreuve de dissertation les agrégatifs de philosophie. B.T. a poursuivi ses recherches sur l'esthétique de Hegel qu'il a confrontée à celles de Marx et de Lukács avant de la soumettre à la critique de  l'esthétique sémantique anglo-saxonne. Il a d'autre part étudié les arts plastiques du Haut Moyen Âge. Cette période l'attirait parce qu'il cherchait à comprendre comment les modèles de l'antiquité gréco-romaine classique s'étaient peu à peu dissous pour être remplacés par un style apparemment plus fruste et comment l'art roman était né de cette mutation. Il a copié les miniatures des manuscrits mérovingiens de la BN en les dessinant à la main au lieu de les photographier (« Il n'y a qu'un moyen de savoir comment est fait un entrelacs, disait-il, c'est de le refaire »). La partie de son travail qui traitait des enluminures décoratives est restée inédite, mais celle qui portait sur les figures humaines a attiré l'attention de Raymond Rey. C'est ainsi que Le Sacramentaire de Gellone et la figure humaine dans les manuscrits francs du VIIIe siècle, après avoir reçu le prix de la Société archéologique du Midi de la France, a été publié à Toulouse (1959). Ce livre a mis B.T. en relation avec Pierre Francastel, qui lui a fait observer que sa méthode d'analyse se situait à mi-chemin entre ses propres travaux en sociologie de l'art et l'iconologie d'Erwin Panofsky. Sur un tout autre registre B.T. a publié en 1961 ses Romans-Éclairs, un recueil de textes très courts, qui tiennent souvent dans une seule page – un raccourci sur une soixantaine de façons de rater sa vie.

### Le débat du dessin et du coloris
De 1962 à 1965, tandis qu'il enseigne l'histoire de l'art à la Faculté des Lettres de Nancy, B.T. a travaillé à ses thèses de doctorat. Il a choisi pour thème "l'art au temps de Louis XIV", non pas parce que cette époque répondait le mieux à ses goûts personnels (il est davantage porté vers l'art roman ou vers le Quattrocento), mais pour deux raisons principales. D'un côté le débat entre le dessin et le coloris lui permet de mettre en évidence l'interpénétration entre le classique et le baroque qui passent pour s'exclure mutuellement. D'autre part ce débat, en apparence limité à la théorie, met en jeu un conflit plus général entre deux milieux socio-culturels et ce conflit est lui-même une conséquence de la transformation du statut des peintres qui est en train de s'élever du niveau des artisans (corporations de métiers) à celui des artistes égaux des poètes (l'Académie). Ces recherches ont abouti à deux thèses de doctorat, l'une en esthétique, dirigée par Étienne Souriau, sur Roger de Piles et les débats sur le coloris au siècle de Louis XIV, et l'autre en histoire de l'art, dirigée par André Chastel, sur L'Histoire de l'art vue du Grand Siècle. Ces thèses ont été publiées en 1965 et ont été toutes deux couronnées par l'Institut de France.

### L'iconologie d'Erwin Panofsky
Depuis longtemps B.T. cherchait à attirer l'attention du public français sur la pensée d'Erwin Panofsky, connu depuis les années 1930 essentiellement des spécialistes français d'histoire de l'art avec lesquels Panofsky entretenait d'ailleurs de nombreux rapports, comme Henri Focillon, Louis Grodecki, et André Chastel. B.T. avait publié en mars 1961 dans la Gazette des Beaux-Arts un compte rendu de son livre sur Renaissance and renascences in Western Art qui lui a valu d'entrer en relations amicales avec l'auteur. Parmi diverses publications sur l'art du XVIIe siècle français, sur la théorie esthétique et sur la culture d'avant-garde, il a consacré en 1964 un article détaillé au concept d'iconologie. Il a traduit, présenté et annoté deux ouvrages de Panofsky, les Essais d'iconologie en 1967 et L'Œuvre d'art et ses significations en 1969.

### Des ateliers de Montréal à l'amphi de la rue Michelet
À partir de 1966, tout en enseignant à la Faculté des Lettres de Nancy, B.T. a été invité à l'Université de Montréal pour le trimestre d'automne. Il s'est lié d'amitié avec le peintre Guido Molinari qui avait dressé pour lui un lit de camp dans son atelier. Il a participé par ses conférences et par ses publications à l'effort des artistes montréalais pour promouvoir à un niveau international la peinture souvent sous-estimée du Québec, qu'il s'agisse de l'Automatisme ou de l'Abstraction chromatique. Ces travaux, notamment le livre Seven Montreal Painters: A lyric Plasticism, publié par le M.I.T. Press (1968), ont été récompensés par la Guggenheim Memorial Foundation (New York) et par le Conseil des Arts du Canada. Pendant l'été 1967 il a été l'hôte de l'Institut français de Tokyo. En 1966-1968, il a été chargé de conférences en esthétique à l'École normale supérieure de la rue d'Ulm et d'un cours de deux heures hebdomadaires en histoire de l'art contemporain à l'Institut d'art et d'archéologie de la rue Michelet. Ces cours ont porté chaque année sur l’œuvre d'un seul artiste, Piet Mondrian, Paul Klee, Jackson Pollock.

### Foi de fol
Depuis le début des années 1960 B.T. travaillait à un livre d'un type paradoxal. Il s'agissait d'un roman qui n'aurait ni acteurs principaux, ni action directrice. Le récit superposerait trois durées: une récapitulation de la culture européenne depuis les sophistes grecs jusqu'aux écrivains d'avant-garde, la vie de l'auteur et le temps d'écriture du livre. Le personnage central, appelé « On », changeait à chaque épisode en même temps que la période historique. Pour cette structure B.T. s'était inspiré du Doktor Faustus de Thomas Mann, où la culture allemande depuis le Moyen Âge s'incarnait dans le musicien Adrian Leverkühn et ses démêlés avec le Diable. Mais le ton était tout différent. C'était une sorte de sotie rabelaisienne, à travers une série de plagiats et de parodies dérisoires ou grotesques. Au lieu de conclusion, le choix restait ouvert entre quatre « épilogues à gogo ». Ce livre, Foi de fol, récit drolatique enchevêtré de plagiats et d'exemples, après avoir été refusé par les éditions Grasset, a fini par paraître en 1968 chez Gallimard, non pas dans la vénérable « collection blanche » mais dans celle, plus aventureuse, que dirigeait Georges Lambrichs, Le Chemin. Ce texte bizarre, à la fois érudit et blagueur, a reçu un accueil favorable de lecteurs très dissemblables : Dominique Fernandez et Michel Foucault en tout premier lieu, mais aussi Mathieu Galey, Hubert Juin, Jacques Bersani, Pierre Bourgeade, Pierre Oster, André Pieyre de Mandiargues ... Jean Dubuffet a trouvé là « un bouillon de culture » propre à dissoudre les poncifs officiels au même titre que son anti-culture. D'autres n'ont vu là qu'un canular qui les laissait ébahis ou perplexes.

### La fondation de l'UER des Arts plastiques
Peu après son élection à la Sorbonne (janvier 1969), Bernard Teyssèdre est élu au directoire présidé par l'angliciste Las Vergnas qui met en place le découpage entre les 7 universités parisiennes. Cette époque d'après mai 68 reste passablement troublée. B.T. a été matraqué par la police au cours d'échauffourées au Centre Censier, ce qui lui a valu une visite inopinée (quoique télévisée) du recteur Mallet à son lit d'hôpital. Dès 1970 il s'est donné pour tâche d'introduire à l'Université une formation d'un type nouveau qui unirait la pratique et la théorie des arts. Auparavant l'enseignement des arts visuels n'était représenté à l'Université que sous deux aspects: l'esthétique, conçue comme un département de la philosophie, et l'histoire de l'art. La fondation de l'UER des Arts plastiques, d'Esthétique et des Sciences de l'art, en 1971, a répondu à ce projet d'unir la pratique et la théorie. Dans ce but Teyssèdre s'est efforcé de confier l'enseignement des arts plastiques à des plasticiens. Faute de postes (qui au départ n'existaient pas), des artistes reconnus tels que Bernard Rancillac, Henri Cueco, Chavignier, Étienne-Martin, Côme Mosta-Heirt, Michel Journiac, Lygia Clark ou Léa Lublin ont accepté d'enseigner sous forme de cours complémentaires mal rétribués si ce n'est bénévoles. Aujourd'hui, où des formations de ce genre se sont institutionnalisées, et même un peu banalisées, on a peine à se représenter les réticences que l'UER a dû surmonter. Beaucoup de professeurs n'imaginaient pas qu'ils pourraient avoir pour collègue un artiste qui n'aurait pas suivi un cursus universitaire. C'est pour surmonter cette hostilité persistante que Teyssèdre, longtemps après, a poussé Iannis Xenakis à soutenir une thèse de doctorat, et c'est la soutenance de cette thèse qui a effectivement permis à Xenakis d'obtenir un poste de professeur de musique à l'UER. Au moment le plus critique du démarrage, Bernard Teyssèdre a été l'unique enseignant permanent de l'UER qui n'a ni secrétariat, ni locaux, ni budget. Elle n'aurait pu survivre sans le soutien d'Hélène Ahrweiler à l'Université et sans l'aide de Bernard Lassus et de Jean Duvignaud qui l'autorisent à squatter des ateliers à l'École des Beaux-Arts et à l'École spéciale d'Architecture. La situation a été débloquée lorsqu'un groupe d'enseignants d'esthétique s'est détaché de l'UER de philosophie pour s'incorporer à celle des Arts plastiques, qu'un petit nombre de postes ont été créés pour elle (Jean Laude, Pierre Baqué et Jean Rudel ont été des premiers à les occuper) et par l'installation dans une ancienne usine, sise rue Saint-Charles dans le XV°.

### Le Nouvel Obset l'aventure de l'art sociologique
Pendant les années 1970-1976, parallèlement à la mise en place de l'UER des Arts plastiques dans ses locaux du Centre Censier puis du Centre Saint-Charles, Bernard Teyssèdre s'est engagé dans des activités extra-universitaires. D'un côté, sur la demande de Guy Dumur et de Jean Daniel, il a été critique d'art au Nouvel Observateur. Ce n'était pas une sinécure : une page entière chaque semaine sur l'actualité des arts plastiques (peinture, sculpture, installations, performances). D'un autre côté il a pris une part active à l'aventure de « l'art sociologique »  et aux premières manifestations de « l'art socio-écologique » , mais il n'a pas tardé à se brouiller avec le « collectif », ou plutôt le trio, Fischer-Forest-Thénot. Sans prétendre au statut d'un artiste officiellement reconnu, il s'est engagé personnellement dans l'activité artistique. Cela répondait à sa conviction que la réflexion sur l'art et la pratique de l'art devaient être intimement liées. Ses travaux artistiques étaient à ses yeux des expériences plutôt que des œuvres destinées au public. Cependant il en a présenté quelques-uns, durant une période limitée dans le temps, dans quelques expositions personnelles ou collectives : « Écritures dans l'espace » , Art/Vidéo et la série « Dix-huit mois d'art socio-critique » .

### Les années 1976-1984
Année après année quelques postes d'enseignants ont été affectés à l'UER. Cependant, comme les professeurs restent peu nombreux, Bernard Teyssèdre a dirigé de très nombreux mémoires de maitrise et thèses de doctorat. La plupart se situent au point de jonction entre la théorie et la pratique d'un art, qu'il s'agisse des arts visuels (René Passeron, Pierre Baqué, Jean Lancri, Éliane Chiron) ou des arts de communication (Fred Forest). D'autres tiraient les leçons d'une immersion dans la poésie d'avant-garde (Geneviève Clancy), dans l'écriture lettriste (Isidore Isou, Maurice Lemaître) ou dans la culture créole (Édouard Glissant). Quelques-unes dressaient le bilan d'une longue intimité avec le milieu de la peinture (Michel Ragon) ou de la littérature (Georges Charbonnier). « Arts / sciences alliages », telle est la devise que Iannis Xenakis a donnée pour titre à sa propre thèse. Parallèlement à ses activités dans l'UER, B. T. a publié des études sur les pionniers de l'avant-garde, qu'il s'agisse de Mondrian, de Duchamp ou de Dubuffet, sur plusieurs artistes contemporains, notamment Sosno, Maccheroni, Léa Lublin, Judith Reigl, sur l'art assisté par l'ordinateur , sur la relation de l'art avec l'environnement et avec la communication.

### L'archéologie de l'imaginaire
Lorsqu'il est élu directeur de l'Institut d'Esthétique en 1982, B.T. entreprend d'élargir le champ de l'esthétique. Il s'agit de la dégager de l'interprétation étroite qu'elle a reçue à l'Université en tant que rameau de la philosophie, selon la triade célèbre de Victor Cousin, « du beau, du bon, du vrai », pour revenir à son sens premier (aïsthéticos, en grec, signifie « le sensible »). Plus précisément une enquête sur ce qui constitue pour une société donnée, à un moment donné de son histoire, le « monde » qui lui est « sensible », renvoie les prétendues vérités intemporelles du discours esthétique à leur statut de questions, et en mettant au jour la généalogie des questions elle dissipe la trompeuse évidence des réponses. « L'absolu n'est qu'un relatif mutilé », disait-il. « L'Europe a élaboré un modèle d'universalité qui incluait d'emblée son droit à l'exclusion ». Une archéologie du sensible et de l'imaginaire doit nous inciter à prendre conscience de notre propre étrangeté. Cette cure d'auto-ethnologie nous apprend que nous perpétuons des modes de sentir, de désirer, d'agir, dont le sens nous est à nous-mêmes inconnus, et que souvent ce qui nous paraît le plus familier est le plus bizarre. Le domaine choisi pour mettre à l'épreuve cette méthode, ce fut la formation de l'imaginaire chrétien autour du Diable et des anges. Trois livres ont traité de ce sujet (1985-1987) .

### Les années 1987-1991
Peu à peu un cursus complet d'études universitaires en arts plastiques s'est mis en place, avec licence, maîtrise, CAPES et agrégation. Bernard Teyssèdre s'est attaché à deux nouveaux chantiers qui doivent à ses yeux parachever l'édifice, d'un côté la fondation d'une École doctorale en Arts, esthétique et sciences de l'art, d'autre part celle d'une URA (unité de recherche associant le C.N.R.S. et l'Université) en Esthétique des arts contemporains. L'une des particularités de l'École doctorale consiste dans « l'interface » qui chaque semaine, dans l'amphi Bachelard de la Sorbonne, permettait aux étudiants de rencontrer un artiste, un écrivain ou un philosophe. Quant à l'URA, son programme comportait des colloques périodiques entre les chercheurs, réunis grâce à l'amitié de Jean Clair dans la salle de conférences du Musée Picasso autour du thème « la peinture des années 1950 ». Bernard Teyssèdre, qui s'est lié d'amitié avec Pierre Soulages, prépare sur lui, en collaboration avec France Huser, un ouvrage qui n'a jamais été achevé.

### La vie silencieuse de l'ère précambrienne
En 1992 Bernard Teyssèdre a pris sa retraite anticipée de l'Université. Il voulait être libre de consacrer tout son temps à ses travaux personnels dans deux domaines tout à fait différents (l'un, disait-il, le reposait de l'autre) : l'écriture littéraire et l'étude de l'évolution des formes vivantes. Il s'était depuis longtemps passionné pour la paléontologie. Il n'osait pas publier ses recherches dans ce domaine, conscient qu'il n'était pas un spécialiste professionnel, lorsqu'un hasard le décida à franchir le pas. Un article qu'il publia en décembre 2000 dans la revue Science & Vie attira sur lui l'attention des journalistes scientifiques par ses idées surprenantes. Selon lui les organismes cellulaires (les Eucaryotes) remontaient au moins à 2700 Ma (millions d'années), le phytoplancton s'était répandu dans les océans depuis plus de deux milliards d'années, la vie multicellulaire était déjà présente à Lakhanda vers 1000 Ma et les animaux ont proliféré à la suite d'une crise qui avait failli supprimer toute vie, la série de glaciations qui, de 750 à 640 Ma, a transformé la terre en « boule de neige ». Ces idées, qui sont aujourd’hui couramment admises, passaient en l'an 2000 pour des hérésies. B.T. les a développées dans deux livres. L'un a paru en 2002 chez L'Harmattan sous le titre: La vie invisible. Les trois premiers milliards d'années de la vie sur terre. Il a reçu un accueil inespéré de la part des paléontologues tels que Philippe Janvier, qui a écrit sa préface, et Françoise Debrenne, qui l'a présenté à la Société française de Géologie. Le second ouvrage a pris la forme d'un livre électronique publié en 2006 dans les Cahiers de Géologie par Bruno Granier : Les algues vertes (phylum Viridiplantae) sont-elles vieilles de deux vieillards d'années ? B. Teyssèdre a été invité à exposer ses théories au colloque de paléontologie organisé par Fr. Debrenne en hommage à Stephen Jay Gould (2003) et au Symposium international des Sciences de la Terre, Primitive life, ancient radiation (Dijon, déc. 2006). La controverse s'est poursuivie aux États-Unis dans le forum électronique Biogeosciences Discussions.

### De L'Origine du monde (Courbet) au foutoir zutique (Rimbaud)
Parallèlement à ses recherches en paléontologie, B.T. a écrit une série de textes littéraires qu'il se proposait de réunir en un volume, ce qu'il n'a pas encore fait, mais dont il a publié des fragments dans diverses publications collectives. Il s'est surtout attaché à un projet qui mettait en jeu une sorte de synthèse entre l'écriture proprement littéraire et l'analyse socio-culturelle. L'enquête rigoureusement historique n'exclurait pas la fantaisie ni la fiction, pourvu que le travail de l'imaginaire ne soit pas gratuit mais ait une fonction élucidante. Il s'agissait en somme d'écrire un roman qui serait (même du point de vue historique) plus vrai que l'histoire. B.T. renouait ainsi avec l'entreprise peut-être utopique de Foi de Fol, et en même temps il prolongeait sa trilogie sur l'imagerie du Diable et des anges en actualisant le champ de l'analyse: au lieu de s'interroger sur la gestation du monde chrétien à la fin de l'antiquité, il s'agissait d'observer l'époque où a pris forme la sensibilité moderne. Il s'en est expliqué à propos du Roman de l'Origine: « Le personnage central est un tableau de Courbet, le plus scandaleux de toute l'histoire de la peinture, L'Origine du monde. Il lui en arrive, à ce tableau, des aventures ! Le plus drôle, c'est qu'elles sont vraies. »
En 2011 un second « polar rose », Rimbaud et le foutoir zutique, a apporté un pendant, pour la poésie, à  ce qu'était pour la peinture le travail sur Courbet. L'ambiance est la même : le scandale de l’œuvre d'art quand elle s'entremêle à la contre-culture et celle-ci à l'histoire. La difficulté, de nouveau, était de  concilier le sérieux de l'enquête historique avec la liberté d'allure qui doit être celle d'un écrivain.

## Réception de l'Œuvre
En février 2024, la Nouvelle Revue d'Esthétique  a consacré un dossier à l'oeuvre de Bernard Teyssèdre.   

## Principales publications

### Romans
- Romans-éclairs, Paris, Grasset, 1961.
- Foi de fol. Récit drolatique enchevêtré de plagiats et d'exemples, Paris, Gallimard, Collection Le Chemin, 1968.

### Esthétique
- L'Esthétique de Hegel, Paris, P.U.F., coll. « Initiation philosophique », 1958.
- W.-F. Hegel, Esthétique de la peinture figurative, Paris, Ed. Hermann, coll. « Miroirs de l'art », 1964.
- Roger de Piles et les débats sur le coloris au siècle de Louis XIV, Paris-Lausanne, La Bibliothèque des arts, 1965.
- L'histoire de L'art vue du Grand Siècle. Recherches sur l'Abrégé de la vie des peintres, par Roger de Piles (1699), et ses sources. Paris, éd. René Julliard, 1965.
- H. Wölfflin, Renaissance et Baroque (présentation), Paris, Le Livre de Poche, 1967.

### Histoire de l'art
- Le Sacramentaire de Gellone et la figure humaine dans les manuscrits francs du VIIIe siècle : de l'enluminure à l'illustration, Toulouse, Privat, 1959 (ouvrage couronné par la Société archéologique du Midi de la France).
- Une collection française de Rubens au XVIIe siècle : le Cabinet du duc de Richelieu, décrit par Roger de Piles. Ouvrage édité par La Gazette des Beaux-Arts, nov. 1963.
- L'Art français au siècle de Louis XIV, Librairie Générale Française, coll. « Le Livre de poche », 1967 (ouvrage couronné par l'Institut de France).
- Seven Montreal Painters : A lyric Plasticism. Vol.1 des M.I.T. Visual Series (W. Andersen, general Editor), Massachusetts Institute of Technology, Cambridge (Mass., USA), 1968.
- Guido Molinari : un point-limite de l'abstraction chromatique. Paris, éd. du Centre culturel canadien, 1974.
- L'Art sociologique. N° spécial de la revue Opus international, avril 1975.

### Iconologie (traduction, présentation, annotations)
- E. Panofsky, Études d'iconologie. Thèmes humanistes dans l'art de la Renaissance. Paris, Gallimard, « Bibliothèque des Sciences humaines », 1967.
- E. Panofsky, L'Œuvre d'art et ses significations. Paris, Gallimard, « Bibliothèque des Sciences humaines », 1969.

### Histoire culturelle de l'imaginaire
- Naissance du diable. De Babylone aux grottes de la mer Morte, Paris, Albin Michel, 1985.
- Le diable et l'enfer au temps de Jésus, Paris, Albin Michel, 1985.
- Anges, astres et cieux. Figures de la Destinée et du Salut. Paris, Albin Michel, 1987.
- Le Roman de l'Origine (recherches sur L'Origine du monde de Courbet, de 1867 à son entrée au musée d'Orsay en 1995). Paris, Gallimard, coll. « L'Infini », 1996.
- Le Roman de l'Origine, nouvelle édition revue et augmentée, Paris, Gallimard, coll. « L'Infini », 2007.
- Arthur Rimbaud et le foutoir zutique, avec un avant-propos de Jean-Jacques Lefrère, Paris, éd. Léo Scheer, 2011.

### Sciences de la vie (Histoire des formes vivantes)
- La vie invisible. Les trois premiers milliards d'années de l'histoire de la vie sur terre, Paris, L'Harmattan, 2002.
- Les algues vertes (phylum Viridiplantae), sont-elles vieilles de deux milliards d'années ?, Carnets de Géologie, Brest, Book / Livre en anglais 2006/01, 161 p.  (ISBN 2-916733-00-0).

### Participation à des ouvrages collectifs sur la pratique et la théorie des arts
- 1968. Les arts visuels : XVIIe et XVIIIe siècles, dans Civilisations, peuples et mondes, Paris, éd. Lidis, t. VI (sous la direction de R. Picard). Ont collaboré à ce volume : C-V. Aubrun, M. Braure, R. Garapon, J. Guillerme, N. Jonnard, A. Latreille, G. Livet, R. Maury, H. Plard, R. Philippot, B. Teyssèdre.
- 1969. La réflexion sur l'art après la déroute des systèmes esthétiques, dans Les sciences humaines et l'œuvre d'art, Paris-Bruxelles, éd. de la Connaissance. Ont collaboré à ce volume : C. Backès, P. Bourdieu, M. Dufrenne, P. Gorsen, G. Lascault, J. Laude, L. Marin, B. Teyssèdre.
- 1970. La Théorie (recueil constituant le n° 2 de la revue V.H.101). Collaborateurs : R. Barthes, P. Bourdieu, V. Friedman, L. Goldmann, Cl. Lévi-Strauss, J.-F. Lyotard, A. Martinet, J.-B. Pontalis, O. Revault d'Allonnes, A. Robbe-Grillet, Ph. Sollers, B. Teyssèdre, V. Vasarely.
- 1977. L'Art et la Critique, recueil publié par l'Institut d'Environnement, Paris. Collaborateurs : J. Clair, J.-L. Ferrier, P. Gaudibert, O. Hahn, A. Jouffroy, J.-C. Lambert, J.-J. Lévêque, C. Millet, J. Peignot,J. Pierre, M. Pleynet, F. Pluchart, J.-M. Poinsot, J.-L. Pradel, M. Ragon, M. Restany, B. Teyssèdre, A. Tronche.
- 1977. L'Art et l'Ordinateur, recueil publié par le Musée national d'art moderne de Paris,  « Dossier d'arts plastiques », n° 1. Collaborateurs : G. Charbonnier, M.-H. Cuénot, H. David, M.-.C. Froment, M.-C. Jacquemin, Y. Kodratoff, J.-C. Marquette, Fr. Molnar, B. Teyssèdre, E. Volpe, I. Xenakis.
- 1979. Arts / Sciences, alliages (I. Xenakis, O. Messiaen, M. Ragon, O. Revault d'Allonnes, M. Serres, B.Teyssèdre). Transcription de la soutenance de la thèse de Iannis Xenakis à la Sorbonne, le 18 mai 1976, jury présidé par B. Teyssèdre. Paris, éd. Castermann, coll. « Synthèses contemporaines ».

## Récompenses
- 1959. Le Sacramentaire de Gellone et la figure humaine dans les manuscrits francs du VIIIe siècle, a reçu le prix de la Société archéologique du Midi de la France.
- 1961. Finaliste Prix Médicis (Romans-éclairs)
- 1965. Prix de l'Institut de France pour les ouvrages Roger de Piles et les débats sur le coloris au siècle de Louis XIV et L'histoire de L'art vue du Grand Siècle. Recherches sur l'Abrégé de la vie des peintres, par Roger de Piles (1699), et ses sources.
- 1968. Le livre Seven Montreal Painters: A lyric Plasticism, publié par le M.I.T. Press (1968), a été récompensé par la Guggenheim Memorial Foundation (New York) et par le Conseil des Arts du Canada.
- 1996. Finaliste Prix Médicis essais (Roman de l'origine)